# Barentsburgo
Barentsburgo (em russo: Баренцбург; em norueguês: Barentsburg) é uma localidade mineira russa, situada no sudoeste da ilha de Spitsbergen, pertencente ao arquipélago norueguês de Svalbard.                                                                                     

É a 2ª localidade mais populosa do arquipélago, com cerca de 340 habitantes (2024).        
A sua mina de carvão foi comprada pela antiga União Soviética a uma empresa holandesa em 1932. Após um acordo com a Noruega, a companhia russa Trust Arktikugol ("Carvão do Ártico") tem extraído carvão e vendido esse produto para a península de Kola, na atual Rússia.

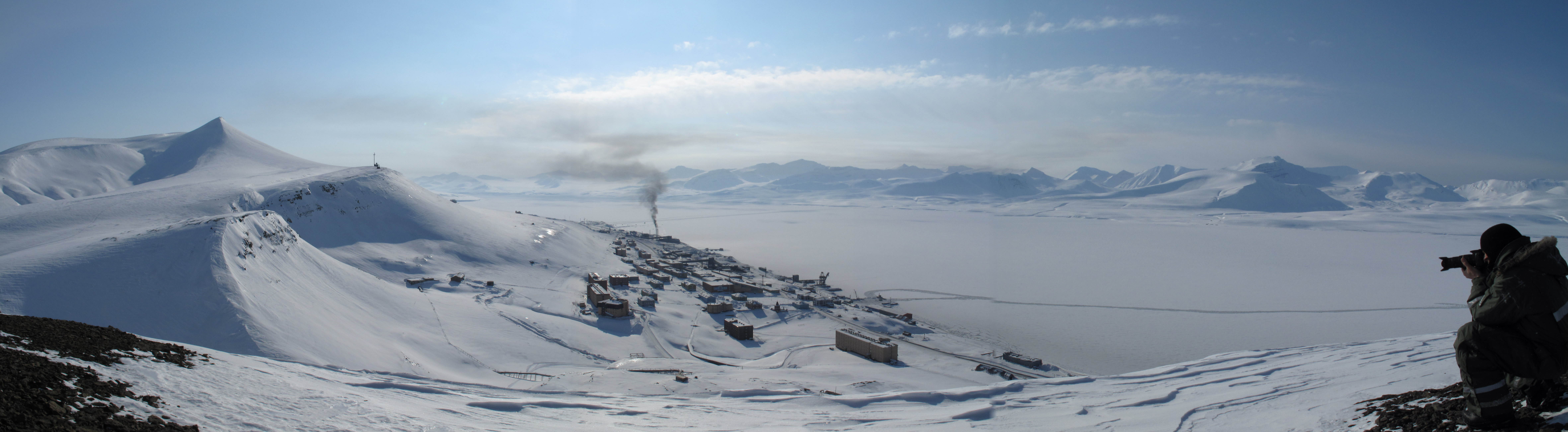
Barentsburgo vista de cima